# 惠斯基斯普林斯 (加利福尼亞州)
惠斯基斯普林斯（英語：Whiskey Springs）是位於美國加利福尼亞州門多西諾縣的一個非建制地區。該地的面積和人口皆未知。

## 地理
惠斯基斯普林斯的座標為39°21′48″N 123°40′00″W / 39.36333°N 123.66667°W，而該地的平均海拔高度為183米（即600英尺）。